# Man Meadow
Man Meadow – szwedzki duet dance-popowy, w którego skład wchodzą Fredrik Olofsson i Niklas Vestberg. 

## Historia zespołu

### Przed założeniem
Fredrik Olofsson zainteresował się tańcem w wieku dziewięciu lat. W tym czasie zaczął też naukę śpiewu. Po ukończeniu szkoły średniej zaczął występować gościnnie w Wallmans Salonger w Malmö. W 1998 roku odbył trasę koncertową jako tancerz drag queen o pseudonimie After Dark. Niedługo potem został dostrzeżony przez producentów serialu Vänner & Fiender, którzy zaproponowali mu grę w produkcji. Od 2000 roku występował w chórkach niektórych uczestników Melodifestivalen. W 2008 roku wystąpił w 53. Konkursie Piosenki Eurowizji jako tancerz podczas występu reprezentantki Ukrainy, Ani Lorak. 
Niklas Vestberg zaczął naukę muzyczną w wieku pięciu lat, kiedy to rozpoczął zajęcia z gry na skrzypcach. Grał w lokalnej orkiestrze młodzieżowej, potem trafił do regionalnej orkiestry symfonicznej. W 2004 roku zagrał rolę Schlomo w szwedzkiej inscenizacji musicalu Sława. Równolegle studiował dziennikarstwo i komunikację medialną.

### Kariera
W 2008 roku duet zakwalifikował się z utworem „Viva la musica” do stawki finałowej koncertu Piosenka dla Europy 2008, będącym finałem polskich eliminacji do 53. Konkursu Piosenki Eurowizji. W finale selekcji zdobyli trzecie miejsce. W tym samym roku duet wydał swój debiutancki album studyjny zatytułowany Gipsyland.
W 2009 roku duet ponownie wziął udział w polskich eliminacjach eurowizyjnych Piosenka dla Europy 2009, tym razem z utworem „Love Is Gonna Get You”. W finale selekcji uplasowali się na szóstym miejscu.

## Dyskografia

### Albumy studyjne
- Gipsyland (2008)

### Single
| Rok                                      | Tytuł                   | Najwyższa pozycja na liście |
| Rok                                      | Tytuł                   | SWE                         |
| ---------------------------------------- | ----------------------- | --------------------------- |
| 2008                                     | „Radical”               | –                           |
| 2008                                     | „Viva la musica”        | 23                          |
| 2009                                     | „Love Is Gonna Get You” | –                           |
| 2011                                     | „Eaten Alive”           | –                           |
| 2012                                     | „Overflow”              | –                           |
| 2013                                     | „How Does It Feel”      | –                           |
| 2013                                     | „Kill the Dancefloor”   | –                           |
| 2014                                     | „Take It Off”           | –                           |
| „–” oznacza, że singel nie był notowany. |                         |                             |